# Gładki Żleb (Dolina Miętusia)

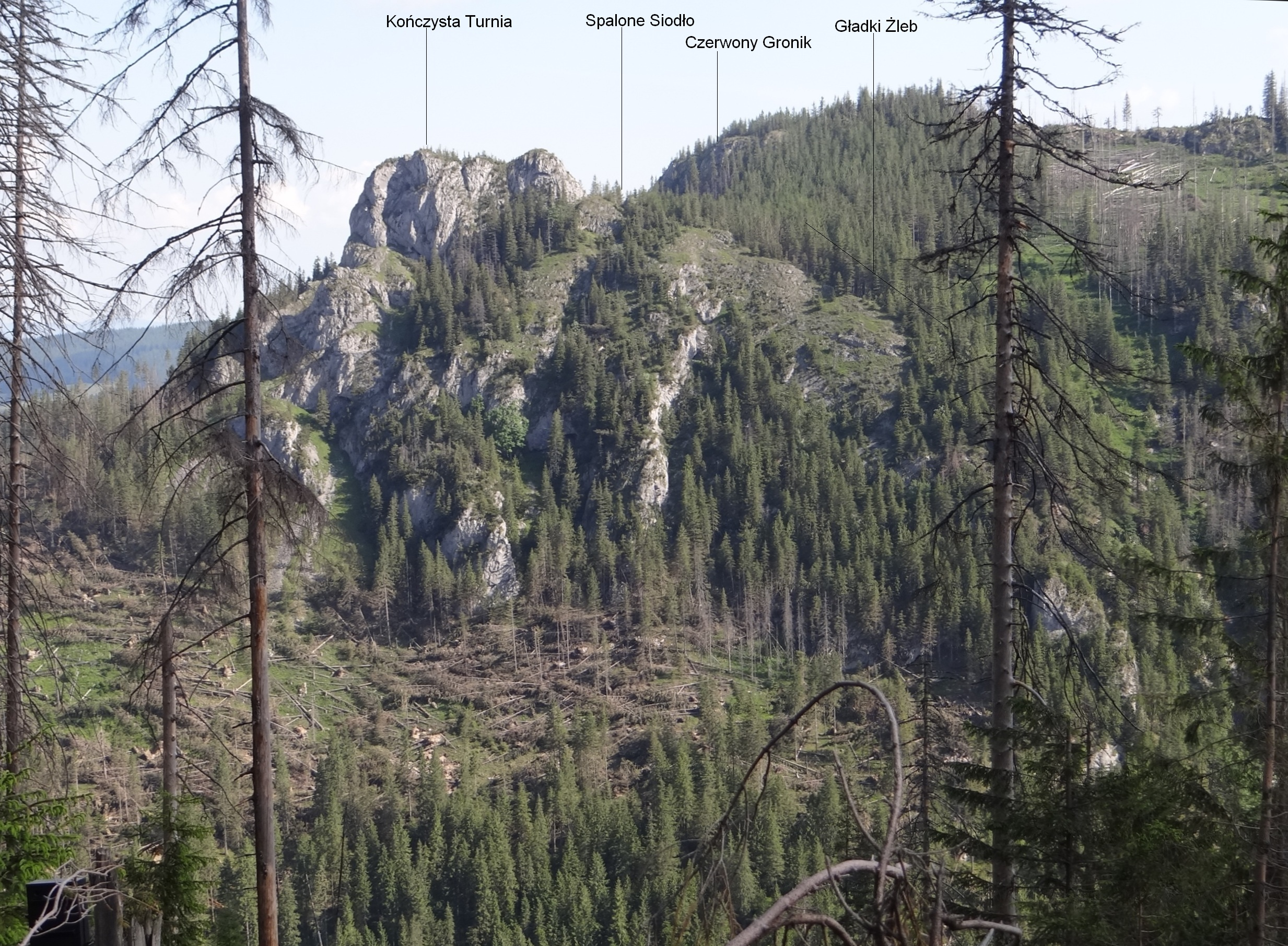
Widok z Adamicy

Gładki Żleb – żleb w Dolinie Miętusiej w polskich Tatrach Zachodnich. Opada w kierunku południowo-wschodnim spod przełęczy Spalone Siodło (ok. 1210 m), niżej zmienia kierunek na południowy i w dole, tuż powyżej Ścieżki nad Reglami łączy się z Gronikowskim Żlebem.
Gładki Żleb jest płytki i bardzo stromy. Na długości około 200 m jego dno stanowi zbudowana z wapieni i mająca kilka metrów szerokości płyta całkowicie pozbawiona roślinności. Stopień jej nachylenia jest wspinaczkowy. Dnem Gładkiego Żlebu spływa okresowo niewielki strumyk.